# Karl Grünberg
Pour les articles homonymes, voir Grünberg.
Ne doit pas être confondu avec Carl Grünberg.
Karl Grünberg (né le 5 novembre 1891 à Berlin, mort le 1er février 1972 dans la même ville) est un écrivain et journaliste allemand.

## Biographie
Karl Grünberg rejoint le SPD en 1911, l'USPD en 1919 puis finalement le KPD en 1920. Il est membre fondateur de l'Association des écrivains prolétariens révolutionnaires. Son œuvre est brûlé en 1933 lors de l'arrivée des nazis au pouvoir. Grunberg participe à la résistance communiste et est emprisonné un temps dans le camp de Sonnenburg. En 1936, il travaille comme chimiste pour Schering à Berlin. De 1943 à 1945, il est enrôlé dans la police de défense aérienne à Essen et à Berlin.
Dans les derniers jours d'avril 1945, lui et d'autres citoyens fondent le « Comité populaire de Berlin-Pankow ». Pendant l'après-guerre, Grunberg participe à l'établissement d'un système judiciaire dans le quartier berlinois. Il devient rédacteur de Tägliche Rundschau puis se consacre à l'écriture.